# Dulanjalee Ranasinghe
Dulanjalee Ranasinghe (* 11. Februar 1989 in Colombo) ist eine sri-lankische Leichtathletin, die sich auf den Hochsprung spezialisiert hat.

## Sportliche Laufbahn
Erste internationale Erfahrungen sammelte Dulanjalee Ranasinghe bei den Südasienspielen 2006 in Colombo, bei denen sie mit übersprungenen 1,71 m die Goldmedaille gewann. 2010 gewann sie dann bei den Südasienspielen in Dhaka mit 1,72 m die Bronzemedaille hinter ihrer Landsfrau Priyangika Madumanthi und Sahana Kumari aus Indien. 2016 gelangte sie bei den Südasienspielen in Guwahati mit 1,70 m auf den vierten Platz und 2019 gewann sie bei den Südasienspielen in Kathmandu mit einer Höhe von 1,69 m die Silbermedaille hinter der Inderin M. Jishna.
In den Jahren 2015 und 2016 sowie 2018, 2019 und 2021 wurde Ranasinghe sri-lankische Meisterin im Hochsprung.